# Huỳnh Công Út
Huỳnh Công Út (Long An, Vietnam, 29 de març de 1951), conegut també com a Nick Ut, és un fotoperiodista d'Associated Press. Va esdevenir mundialment conegut per la seva fotografia The Terror of War en el context de la Guerra del Vietnam, que obtingué múltiples premis, entre ells el Premi Pulitzer als Reportatges de Notícies d'Última Hora. En setembre de 2012, coincidint amb el 40è aniversari del seu Premi Pulitzer, esdevingué la tercera persona inclosa en el Hall de la Fama de Leica per les seves contribucions en el camp del fotoperiodisme.

## Biografia
Entrà a treballar a l'oficina de Saigon d'Associated Press amb 14 anys gràcies a la seva mare, després que el seu germà Huỳnh Thanh My, que també hi treballava, fos assassinat mentre fotografiava escenes bèl·liques de la Guerra del Vietnam.
Actualment treballa a l'oficina d'Associated Press a Los Angeles i viu a Monterey Park. Està casat, té dos fills i la nacionalitat estatunidenca.